# Phyllophaga affabilis
Phyllophaga affabilis är en skalbaggsart som beskrevs av Horn 1887. Phyllophaga affabilis ingår i släktet Phyllophaga och familjen Melolonthidae. Inga underarter finns listade i Catalogue of Life.